# ひとり (柴田淳のアルバム)
『ひとり』は、柴田淳の3枚目のスタジオ・アルバム。2004年2月25日にDreamusicから発売された。
（規格品番はMUCD-1107）

## 解説
前作『ため息』から1年ぶりに発表された。
よくある「最後の曲の後」ではなく、「1曲目の前」に隠しトラックが存在し、プレイヤーによっては再生することができない。

## 収録曲
| 全作詞: 柴田淳（#4,7を除く）、全作曲: 柴田淳。 |                            |                      |            |                            |
| #                                              | タイトル                   | 作詞                 | 作曲・編曲 | 編曲                       |
| 1.                                             | 「少女」                   | 柴田淳（#4,7を除く） | 柴田淳     | 坂本昌之・柴田淳           |
| 2.                                             | 「虹」                     | 柴田淳（#4,7を除く） | 柴田淳     | 松浦晃久                   |
| 3.                                             | 「未成年」                 | 柴田淳（#4,7を除く） | 柴田淳     | 坂本昌之・柴田淳           |
| 4.                                             | 「足跡～Piano Solo～」     | 柴田淳（#4,7を除く） | 柴田淳     | 柴田淳                     |
| 5.                                             | 「あなたとの日々」         | 柴田淳（#4,7を除く） | 柴田淳     | 坂本昌之                   |
| 6.                                             | 「かなわない」             | 柴田淳（#4,7を除く） | 柴田淳     | 坂本昌之・柴田淳           |
| 7.                                             | 「夕日～Piano Solo～」     | 柴田淳（#4,7を除く） | 柴田淳     | 柴田淳                     |
| 8.                                             | 「雪の音」                 | 柴田淳（#4,7を除く） | 柴田淳     | 坂本昌之・西村智彦・柴田淳 |
| 9.                                             | 「コンビニ」               | 柴田淳（#4,7を除く） | 柴田淳     | 柴田淳                     |
| 10.                                            | 「今夜、君の声が聞きたい」 | 柴田淳（#4,7を除く） | 柴田淳     | 坂本昌之・柴田淳           |
| 11.                                            | 「ひとり歩き」             | 柴田淳（#4,7を除く） | 柴田淳     | 坂本昌之・柴田淳           |